# Museo J. Paul Getty
El Museo J. Paul Getty (en inglés, J. Paul Getty Museum) es un museo de arte en el estado de California (Estados Unidos). Es de origen privado y tiene dos sedes: 
- el Getty Center en Los Ángeles;
- la Getty Villa en Malibú.

Posee arte desde la Antigüedad hasta el siglo XX y recibe unos 1.300.000 visitantes cada año. Es por tanto uno de los museos más visitados de Estados Unidos.

## Historia
En 1974, el magnate de la industria petrolera J. Paul Getty abrió como museo un suntuoso palacio en Pacific Palisades, cerca de Malibú. Este edificio era una recreación de la Villa de los Papiros de la antigua Herculano, localidad del Imperio romano que resultó destruida por una erupción del volcán Vesubio. 
En 1997 el Museo J. Paul Getty cambió su ubicación a la actual, el Getty Center construido en el área de Brentwood (Los Ángeles) con un coste de mil millones de dólares. El museo originario de Pacific Palisades se reservó a las colecciones de arte griego y romano, y adoptó el nombre de Getty Villa, siendo reformado en 2006. El Getty Center alberga las restantes colecciones, así como centros de investigación, sala de conferencias y la sede administrativa del J. Paul Getty Trust, fideicomiso o fundación que gestiona tanto el museo como otras actividades (entre ellas, trabajos de investigación y restauración en diversos países).li